# Pozuelos, Chiapas
Pozuelos är en ort i Mexiko.   Den ligger i kommunen Chamula och delstaten Chiapas, i den sydöstra delen av landet, 800 km öster om huvudstaden Mexico City. Pozuelos ligger 2 502 meter över havet och antalet invånare är 440.
Terrängen runt Pozuelos är huvudsakligen kuperad, men norrut är den bergig. Runt Pozuelos är det tätbefolkat, med 530 invånare per kvadratkilometer. Närmaste större samhälle är San Cristóbal de las Casas, 5,2 km sydväst om Pozuelos. Omgivningarna runt Pozuelos är en mosaik av jordbruksmark och naturlig växtlighet.